# Измаильский Чатал
Измаильский Чатал — мыс в вершине дельты Дуная в 80 км от устья (116 км от устья по Килийскому гирлу). Расположен на территории Румынии. Возле мыса основное русло Дуная распадается на Килийское и Тульчинское гирло.

## Румынская дамба
С целью увеличения водности Сулинского канала в 1904 году Румыния построила на мысе Измаильский Чатал струенаправляющую дамбу. До выполнения гидротехнических работ сток Дуная распределялся между Килийским и Тульчинским рукавами в отношении 7:3. По материалам наблюдений 1990—2001 годов средняя многолетняя затрата воды в Килийском рукаве уменьшились на 28 % и составляет лишь 54 % от стока Дуная.